# Mignaloux-Beauvoir
Mignaloux-Beauvoir es una población y comuna francesa, situada en la región de Poitou-Charentes, departamento de Vienne, en el distrito de Poitiers y cantón de Poitiers-3.

## Demografía
| 234 | 460 | 464 | 436 | 476 | 517 | 480 | 535 | 531 | 542 | 546 | 560 | 552 | 647 | 721 | 720 | 725 | 728 | 685 | 692 | 638 | 619 | 602 | 662 | 684 | 696 | 731 | 1 300 | 1 207 | 1 638 | 2 357 | 3 341 | 3 704 | 3 881 |
| Para los censos de 1962 a 1999 la población legal corresponde a la población sin duplicidades (Fuente: INSEE [Consultar]) |     |     |     |     |     |     |     |     |     |     |     |     |     |     |     |     |     |     |     |     |     |     |     |     |     |     |       |       |       |       |       |       |       |